# Tvrdošín
Tvrdošín é uma cidade da Eslováquia, situada no distrito de Tvrdošín, na região de Žilina. Tem 56,55 km² de área e sua população em 2018 foi estimada em 9.224 habitantes.

## Demografia
| Ano:        | 1994 | 2004   | 2014   | 2024   |
| ----------- | ---- | ------ | ------ | ------ |
| Broj ljudi: | 9427 | 9453   | 9311   | 8695   |
| Razlika:    |      | +0,27% | -1,50% | -6,61% |

| Ano:               | 2023 | 2024   |
| ------------------ | ---- | ------ |
| Número de pessoas: | 8760 | 8695   |
| Diferença:         |      | -0,74% |